# Max Stange
Max Stange (* 19. September 1909 in Hamburg; † 15. Januar 1985 in Hamburg) war ein deutscher Kanute.
1934 belegte Stange bei den Europameisterschaften in Kopenhagen im Zweier-Kajak zusammen mit dem Kanuten Helmut Cämmerer den zweiten Platz hinter den beiden Deutschen Ewald Tilker und Fritz Bondroit.